# Phil Myre
Philippe Lewis Myre (Sainte-Anne-de-Bellevue, 1º novembre 1948) è un allenatore di hockey su ghiaccio ed ex hockeista su ghiaccio canadese.
Nel corso della carriera militò per quattordici anni nella National Hockey League.

## Carriera

### Club
Myre crebbe a livello giovanile nella OHA vincendo nel 1968 la Memorial Cup con i Niagara Falls Flyers. Due anni prima fu scelto in occasione dell'NHL Amateur Draft 1966 dai Montreal Canadiens in quinta posizione assoluta.
Dopo una stagione trascorsa con il farm team degli Houston Apollos in CHL, Myre esordì in NHL con la maglia dei Canadiens. Nella stagione 1970-71 giocò 30 partite a causa di un infortunio occorso al portiere titolare Rogie Vachon, tuttavia nei playoff fu rimpiazzato dall'esordiente Ken Dryden. Nonostante la conquista della Stanley Cup il nome di Myre non fu inciso sul trofeo, non avendo preso parte ad alcun incontro nel corso dei playoff.
Non trovando spazio a Montréal Myre fu scelto dagli Atlanta Flames nell'Expansion Draft 1972, dove giocò per le successive cinque stagioni e mezzo fino al dicembre del 1977. Sebbene Myre fosse stato scelto come portiere titolare della nuova franchigia col tempo diventò il secondo alle spalle di Dan Bouchard. Nelle stagioni successive vestì le maglie dei St. Louis Blues, dei Philadelphia Flyers e dei Colorado Rockies.
Con la maglia dei Flyers Myre insieme al rookie Pete Peeters fu autore di una striscia record con 35 gare senza sconfitte. Concluse la carriera nel 1984 dopo aver giocato con la maglia dei Rochester Americans.

### Nazionale
Nella primavera del 1981 Myre fu scelto per far parte della rosa del Canada in occasione del campionato mondiale disputato in Svezia. Giocò sette incontri su nove, concludendo il torneo al quarto posto finale.

### Dopo il ritiro
Conclusa la carriera da giocatore Myre negli anni successiva fu scelto come allenatore dei portieri e scout da numerose franchigie della NHL, fra cui Los Angeles, Detroit, Chicago, Ottawa e Florida.

## Palmarès

### Club
- Stanley Cup: 1

Montréal: 1970-1971
- Memorial Cup: 1

Niagara Falls: 1968

### Individuale
- CHL All-Star Second Team: 1

1968-1969
- OHA Second All-Star Team: 1

1967-1968